# Waiting for the Punchline
| Recensione | Giudizio |
| ---------- | -------- |
| AllMusic   |          |

Waiting for the Punchline è il quarto album in studio del gruppo musicale statunitense Extreme, pubblicato il 19 gennaio 1995 dalla A&M Records.

## Il disco
L'album è contraddistinto da un suono più grezzo e diretto, in contrasto con le sperimentazioni di III Sides to Every Story. Le sonorità di questo lavoro sono molto più riconducibili alla musica grunge e all'alternative rock, che in quel periodo imperversavano sul mercato a discapito dell'hard rock. La svolta sonora rappresenta dunque un tentativo degli Extreme di rimanere aggrappati alla cresta dell'onda dopo il relativo insuccesso dell'album precedente. Per via dei suoi testi incentrati principalmente su tematiche sociali (dalla religione alla fama) il disco è talvolta da alcuni indicato come un concept album. Durante le registrazioni, abbandona la band il batterista Paul Geary, che viene sostituito da Mike Mangini in tre tracce. L'uscita dell'album viene accompagnata da un tour promozionale, al termine del quale Nuno Bettencourt prende la decisione di lasciare gli Extreme per proseguire una carriera da solista. La band si scioglie quindi nel 1996, quando il cantante Gary Cherone riceve l'offerta di unirsi ai Van Halen.

## Tracce
Testi e musiche di Gary Cherone e Nuno Bettencourt, eccetto There Is No God, Tell Me Something I Don't Know e Naked di Gary Cherone, Nuno Bettencourt e Pat Badger.
1. There Is No God – 6:07
2. Cynical – 4:41
3. Tell Me Something I Don't Know – 6:25
4. Hip Today – 4:42
5. Naked – 5:46
6. Midnight Express – 3:58
7. Leave Me Alone – 4:47
8. No Respect – 3:51
9. Evilangelist – 4:49
10. Shadow Boxing – 4:34
11. Unconditionally – 5:01
12. Fair-Weather Faith – 4:49
13. Waiting for the Punchline – 6:00 – traccia fantasma

## Formazione
Gruppo
- Gary Cherone – voce
- Nuno Bettencourt – chitarre, tastiere, cori, produzione
- Pat Badger – basso, cori
- Paul Geary – batteria in tutte le tracce, eccetto Hip Today, Leave Me Alone e No Respect
- Mike Mangini – batteria in Hip Today, Leave Me Alone e No Respect

Produzione
- Bob St. John – produzione, ingegneria del suono, missaggio
- Bob Ludwig – mastering presso il Masterdisk di New York
- Sandy Brummels – direzione artistica
- Michael Halsband – fotografia

## Classifiche
| Anno | Album / Singolo           | Posizioni massime in classifica | Posizioni massime in classifica | Posizioni massime in classifica | Posizioni massime in classifica |
| Anno | Album / Singolo           | Billboard 200                   | Official Albums Chart           | USA Mainstream Rock             | Official Singles Chart          |
| ---- | ------------------------- | ------------------------------- | ------------------------------- | ------------------------------- | ------------------------------- |
| 1995 | Waiting for the Punchline | #40                             | #10                             | -                               | -                               |
| 1995 | Hip Today                 | -                               | -                               | #26                             | #44                             |